# Monotoma testacea
Monotoma testacea är en skalbaggsart som beskrevs av Victor Ivanovitsch Motschulsky 1845. Monotoma testacea ingår i släktet Monotoma, och familjen gråbaggar. Enligt den finländska rödlistan är arten nära hotad i Finland. Arten är reproducerande i Sverige. Artens livsmiljö är parker, gårdsplaner och trädgårdar.